# NGC 2174
NGC 2174 is een emissienevel in het sterrenbeeld Orion. Het hemelobject werd op 6 februari 1877 ontdekt door de Franse astronoom Édouard Jean-Marie Stephan.